# 노르베르트 에더
노르베르트 에더(독일어: Norbert Alban Eder, 1955년 11월 7일, 바이에른 주 비버가우 ~ 2019년 11월 2일, 바이에른 주 슈테판스키어헨)는 독일의 전직 축구 선수로, 현역 시절 수비수로 활약했다.
14년 동안 현역 선수로 활약한 그는 뉘른베르크와 바이에른 뮌헨 소속으로 독일 리그 경기에 433번 출전해 33골을 기록했다.(분데스리가에서 286경기 출전 11골)

## 클럽 경력
데텔바흐의 비버가우 출신인 에더는 17세의 나이로 뉘른베르크 유소년부에 합류했다. 이듬해, 그는 1군으로 승격되어 2부 리그 경기에 4번 연속 출전했고, 1977-78 시즌 끝에 분데스리가로 승격되었지만, 1년 만에 강등되었다. 그는 초창기에 주로 미드필더로 출전했다.
1984년 여름, 거의 29세가 되었던 에데르는 바이에른 뮌헨으로 150,000 DM에 이적했다. 그는 4년을 머물면서 리그 경기에 최소 32번 출전했고, 3년 연속 리그 우승을 거두었다. 1986-87 시즌에는 44번의 공식 경기에 출전했는데, 같은 시즌 유러피언컵 경기에도 9번 출전했고, 빈에서 1-2로 포르투에 패한 결승전에서도 90분을 소화했다.
에더는 1989년 6월에, 스위스의 취리히에서 1년을 보내고 은퇴했다. 이후, 그는 감독으로서 아마추어 구단들을 지도했다.

## 국가대표팀 경력
에더의 첫 서독 국가대표팀 경기는 1986년 5월 11일에 열렸고, 이 경기는 보훔에서 열린 유고슬라비아와의 친선경기로 결과는 1-1 무승부였다.
그는 이후 프란츠 베켄바워 감독의 그 해 월드컵 본선 명단에 이름을 올렸고, "군단"(Mannschaft)의 모든 경기를 멕시코와의 8강전 5분을 제외하고 교체 없이 소화했고, 서독은 이 대회를 준우승으로 마무리했다.

## 수상
뉘른베르크
- 2. 분데스리가: 1979–80
- DFB-포칼 준우승: 1981–82

바이에른 뮌헨
- 분데스리가: 1984–85, 1985–86, 1986–87
- DFB-포칼
  - 우승: 1985–86
  - 준우승: 1984–85
- 유러피언컵 준우승: 1986–87
- DFB-슈퍼컵: 1987[5]

독일
- 월드컵 준우승: 1986